# HD155379
HD155379 — хімічно пекулярна зоря спектрального класу A0, що має видиму зоряну величину в смузі V приблизно  6,5.
Вона  розташована на відстані близько 370,2 світлових років від Сонця.

## Фізичні характеристики
Зоря HD155379 обертається 
порівняно повільно 
навколо своєї осі. Проєкція її екваторіальної швидкості на промінь зору становить  Vsin(i)= 23км/сек.

## Пекулярний хімічний склад
Зоряна атмосфера HD155379 має підвищений вміст 
Hg
.